# 1974年犯罪者更生法
英国の1974年犯罪者更生法は、一定の犯歴が更生期間の経過後、効力を失うことを認めるものである。本法の目的は、過去に犯した比較的軽い罪によって生涯にわたり経歴に傷が残ることがないようにすることである。 更生期間は、専ら刑によって決められている。この期間中に更に罪を犯していない場合は、その罪は消滅したとされ、一定の例外を除き、求職や保険への加入、民事手続きを含め、如何なる場合も前科者から犯歴を明らかにする必要はなくなる。本法が対象とする罪は、英国以外で言い渡されたものを含む（第１条第４項）。そのため、外国の罪についても、本法の保護を受けることになる。
イングランドとウェールズで適用される2012 年法律扶助、犯罪者の判決と処罰に関する法律第139条によって、更生期間が見直され、多くの罪について、期間が短くなった 。成人の場合、社会内命令は１年、６か月以下の拘禁刑は２年、６か月超30か月以下は４年間、30か月超48か月以下は７年間である。４年を超える拘禁刑は消滅することはなく、必要に応じ開示され続ける。同法によって, 更生期間は、罰金刑の場合、判決の日から開始するが、拘禁刑の場合、刑期（許可条件付き釈放期間を含む。）満了後開始することになった。また、社会内命令の場合は、命令が効力を失ってから開始する。例えば、２年の拘禁刑の場合、判決から６年（２年の刑期及び４年の更生期間）で刑が消滅することになる。判決の際に18歳未満の犯罪者の場合、更生期間は成人の半分である。
英国法の下で罪が消滅したことは、外国では考慮されない。例えば、米国への入国を申請した際、刑罰は開示されなければいけない。消滅した刑であっても、米国の法律の下で米国に入国する際には、除外されない。
本法は、虚偽、不正又は贈賄行為によって犯歴にアクセスすることを重罪としている。

## 2014年改正
本法に対してイングランド及びウェールズにおける2012年法律扶助、犯罪者の判決と処罰に関する法律による改正がなされ、2014年３月10日（月）に施行された。本改正では、刑の重さをより妥当に、かつ、より良く反映したものとなるよう、更生期間の設定の仕方が見直された。
改正後の制度では, 旧制度では全ての更生期間が判決の日から開始されたのに対し、社会内命令と拘禁刑のの更生期間は、刑の期間とそれに追加された一定の期間からなることになった。例えば、２年半の拘禁刑に処せられた成人の犯罪者は、改正前においては判決の日から10年にわたり前科を申告しなければいけなかったのに対し、改正後においては、刑の期間と更生期間の４年を合わせた６年半にわたり自分の犯歴を明らかにしなければならない。

この改正により、更生期間は、以下のとおりに見直された。
拘禁刑について
| 刑期         | 改正前の更生期間 (判決の日から適用) | 改正後の更生期間 |
| ------------ | ----------------------------------- | ---------------- |
| 0–6か月      | 7年                                 | 刑期及び２年     |
| 6–30か月     | 10年                                | 刑期及び４年     |
| 30か月 – 4年 | 無期限                              | 刑期及び７年     |
| ４年超       | 無期限                              | 無期限           |

拘禁刑以外について
| 刑                                                                         | 改正前の更生期間                 | 改正後の更生期間                           |
| -------------------------------------------------------------------------- | -------------------------------- | ------------------------------------------ |
| 社会内命令 (又は青少年更生命令)                                            | 5年                              | 命令期間及び１年                           |
| 罰金                                                                       | 5年                              | 1年                                        |
| 絶対的免除                                                                 | 6か月                            | なし                                       |
| 条件付免除、委託命令、賠償命令、行動計画命令、監督命令、謹慎命令、入院命令 | 様々（ほぼ１年及び命令期間の間） | 命令期間又は２年間（命令に終期が無い場合） |